# Brady Ellison
Brady Ellison (ur. 27 października 1988 r. w Glendale) – amerykański łucznik specjalizujący się w łuku klasycznym, trzykrotny medalista igrzysk olimpijskich, dwukrotny mistrz świata, dwukrotny halowy mistrz świata, dwukrotny srebrny medalista World Games, czterokrotny złoty medalista igrzysk panamerykańskich.

## Igrzyska olimpijskie
Na igrzyskach olimpijskich w 2008 roku w Pekinie w zawodach indywidualnych przegrał w drugiej rundzie z Kanadyjczykiem Jasonem Lyonem. Wcześniej pokonał innego Kanadyjczyka Johna Burnesa. W zawodach drużynowych rywalizował razem z Richardem Johnsonem i Victorem Wunderlem, lecz zakończyli swój występ na pierwszej rundzie, przegrywając z reprezentantami Chińskiego Tajpej.
Cztery lata później w Londynie ponownie wziął udział w dwóch konkurencjach. W zawodach indywidualnych w pierwszej rundzie pokonał Filipińczyka Marka Javiera, lecz później uległ Taylorowi Worthowi z Australii. W rywalizacji drużynowej razem z Jacobem Wukiem i Jakem Kaminskim zdobył srebrny medal, przegrywając w finale z Włochami 218–219. W półfinale okazali się lepsi od ówczesnych mistrzów olimpijskich, Koreańczyków.
W 2016 roku w Rio de Janeiro ponownie zdobył srebrny medal w zawodach drużynowych wraz z Zachem Garrettem i Jakem Kaminskim. Tym razem w finale przegrali z reprezentantami Korei Południowej. W rywalizacji indywidualnej dotarł do półfinału, w którym przegrał z Koreańczykiem Ku Bon-chan. Umożliwiło mu to walkę o brązowy medal z Sjefen van den Bergem, zdobywając go. Po drodze pokonał obu swoich kolegów z drużyny.